# Ready for Death
Ready for Death är det amerikanska death metal-bandet Necrophagias andra studioalbum. Albumet gavs ut 1990 av skivbolaget New Renaissance Records. Albumet inspelades 1986 och planerades som Necrophagias debutalbum. Mastertapen blev dock konfiskerad eller stulen, möjligtvis på grund av sångtexternas explicita natur. 1900 återfanns mastertapen och en bootleg utgavs av det falska skivbolaget "Embalming Records". Albumet återutgavs senare av New Renaissance Records under benämningen "officiell bootleg" i begränsad upplaga som 12" grön vinyl-skiva. Låtarna finns på samlingsalbumet A Legacy of Horror, Gore and Sickness från 2000.

## Låtförteckning
Sida A
1. "World Funeral" – 3:35
2. "Lust of the Naked Dead" – 3:54
3. "Hemorage" – 2:30
4. "Ready for Death" – 2:56
5. "Ancient Slumber" – 4:32

Sida B
1. "Black Apparition" – 7:23
2. "Blood Thirst" – 3:13
3. "Mental Decay" – 4:01
4. "Communion of Death" – 4:00
5. "Return to Life" – 1:53

## Medverkande
Musiker (Necrophagia-medlemmar)
- Killjoy (Frank Pucci) – sång
- Larry Madison – gitarr
- Bill James – basgitarr
- Joe Blazer – trummor